# Zhuxi, Kaizhou
Zhuxi (kinesiska: 竹溪) är en köping i sydvästra Kina. Den ligger i stadsdistriktet Kaizhou i storstadsområdet Chongqing, omkring 240 kilometer nordost om det centrala stadsdistriktet Yuzhong. Antalet invånare är 22 900. Befolkningen består av 11 484 kvinnor och 11 416 män. Barn under 15 år utgör 28,0 %, vuxna 15-64 år 56 %, och äldre över 65 år 14,0 %.